# João Restiffe
João Restiffe (Caconde, 27 de junho de 1925 – São Paulo, 17 de abril de 2023) foi um ator brasileiro, pioneiro da televisão no Brasil.

## Biografia
Filho do siciliano Paolo Restifo e da calabresa Saveria Papalia, João Restiffe instalou-se em São Paulo em 1940 com seu irmão mais velho. Seu primeiro emprego no meio artístico foi oferecido pelo radialista Blota Júnior, que conseguiu algumas pontas para Restiffe na Rádio Record.
Depois do início no rádio, conseguiu papéis no teatro e viajou por várias cidades brasileiras com a companhia da qual fazia parte. Em 1948 conheceu Amácio Mazzaropi no Bar do Juca Pato, no centro da capital paulista, tradicionalmente frequentado por artitas.
Em 1951, Mazzaropi recebe uma proposta de da recém-inaugurada TV Tupi para fazer um programa semanal de humor e convida Restiffe para ser seu escada (coadjuvante) na atração Rancho Alegre (que já existia no rádio), na qual também participa a atriz Geny Prado. O programa era dirigido por Cassiano Gabus Mendes.
João Restiffe participa do programa até sua última edição em 1954 e depois faz participações esporádicas em outras atrações da televisão e também no rádio. Prematuramente termina sua carreira na mesma década de 1950, tornando-se funcionário público.
Colaborou por muitos anos com o Museu da TV, que foi presidido pela atriz Vida Alves.

## Filmografia

### Na televisão
| Ano       | Título               | Personagem       | Notas                                |
| --------- | -------------------- | ---------------- | ------------------------------------ |
| 1950-1954 | Rancho Alegre        | Caipira          |                                      |
| 1951      | Sua Vida Me Pertence | —                |                                      |
| 1952      | A Viúva Alegre       | Barão Zet        |                                      |
| 1952      | Eva                  | Voisin           |                                      |
| 1953      | Berloque Kolmes      | Dalton / Managuá |                                      |
| 1953      | O Mártir do Calvário | Anás             |                                      |
| 1953      | TV de Vanguarda      | —                | Episódio: "De Ilusão Também se Vive" |
| 1955      | TV de Vanguarda      | —                | Episódio: "A Flor Eterna"            |
| 1958      | Grande Teatro Tupi   | —                | Episódio: "Do Tamanho de um Defunto" |

### No cinema
| Ano  | Título                     | Personagem         |
| ---- | -------------------------- | ------------------ |
| 1953 | A Queridinha do Meu Bairro | —                  |
| 1954 | A Um Passo da Glória       | —                  |
| 1957 | Rebelião em Vila Rica      | —                  |
| 1958 | O Cantor e o Milionário    | —                  |
| 1959 | Moral em Concordata        | Secretário do Juiz |
| 1960 | Dona Violante Miranda      | Cabo               |